# Phthiracarus boresetosus
Phthiracarus boresetosus är en kvalsterart som beskrevs av Arthur P. Jacot 1930. Phthiracarus boresetosus ingår i släktet Phthiracarus och familjen Phthiracaridae. Inga underarter finns listade i Catalogue of Life.